# Statue de Napoléon (Brienne-le-Château)
Pour les articles homonymes, voir Statue de Napoléon.
La statue de Napoléon est une sculpture de Louis Rochet dont l'original en plâtre est conservé à la Malmaison, il existe plusieurs exemplaires en bronze dont un situé à Brienne-le-Château, qui rend hommage à Napoléon qui durant la période de mai 1779 à octobre 1784 étudia à l'école militaire.

## Description
La statue est située devant la façade Est de l'hôtel de ville, il s'agit de Napoléon représenté à 15 ans, en élève de l'école militaire de Brienne.

## Localisation
La statue est située sur la commune de Brienne-le-Château, dans le département français de l'Aube.

## Historique
Statue et hôtel de ville édifiés sous Napoléon III entre 1855 et 1859. Bâtiment dû à l'architecte Garrel, statue de Napoléon par le sculpteur Louis Rochet. Ensemble inauguré le 29 mai 1859.
L'édifice est inscrit au titre des monuments historiques en 1995.